# Arturo Ardao
Arturo Ardao (Barriga Negra, Lavalleja, 27 de septiembre de 1912 - Montevideo, 22 de septiembre de 2003) fue un filósofo e historiador de las ideas uruguayo.

## Biografía
Arturo Ardao estudió en la Universidad de la República, Uruguay, recibiéndose de doctor en Derecho y Ciencias Sociales. Continuó vinculado a esa casa de estudios, dedicándose a la Filosofía y abriendo un nuevo campo en el estudio de la Historia de las ideas.
Integró el Consejo Directivo Central de la Universidad de la República. Fue Director del Instituto de Filosofía, y posteriormente Decano de la Facultad de Humanidades y Ciencias.
Publica su primera obra en 1937 Vida de Basilio Muñoz, del que es coautor con el maestro Julio Castro, prologado por Carlos Quijano. Junto con ambos participa en 1939 de la fundación del semanario Marcha.
Integró la delegación de Uruguay en la Asamblea de Unesco (París, 1958) y de la Delegación de la Universidad de la República por Convenio con UNESCO (París, 1967).
Ante la llegada de la Dictadura Militar en 1973 se ve forzado a exiliarse en Venezuela, dónde continúa su actividad académica como profesor en la Universidad Simón Bolívar de Caracas. Además en el Centro de Estudios Latinoamericanos Rómulo Gallegos participa como investigador.
Las dos principales aristas de su tarea intelectual son el estudio de los temas del pensamiento en lengua castellana, en el Uruguay y en Latinoamérica; y por otro lado el desarrollo de su propio pensamiento filosófico, especialmente en Antropología Filosófica.
Recibió como reconocimiento un título de doctor honoris causa de la Universidad de la República, y el Premio Morosoli de Oro que otorga la Fundación Lolita Ruibal en 1995.
Influyó no solo en varios intelectuales, sino también en políticos como Wilson Ferreira Aldunate.

## Obras
- Vida de Basilio Muñoz (en coautoría con Julio Castro. Montevideo. 1937)
- Filosofía pre-universitaria en el Uruguay (Montevideo. 1945)
- Espiritualismo y positivismo (México. 1950)
- Batlle y Ordóñez y el positivismo filosófico (Número, Montevideo. 1951)
- La filosofía del Uruguay del siglo XX (México. 1956)
- Introducción a Vaz Ferreira (Montevideo. 1961)
- Racionalismo y Liberalismo en el Uruguay (Montevideo. 1962)
- La filosofía polémica de Feijoo (Buenos Aires. 1962)
- Filosofía en lengua española (Montevideo. 1963)
- Etapas de la inteligencia uruguaya (Montevideo. 1971)
- Espacio e Inteligencia (Caracas. 1976)
- Génesis de la idea y el nombre de América Latina (Caracas. 1980)
- La inteligencia latinoamericana (Montevideo. 1991)
- España en el origen del nombre América Latina (Montevideo. 1992)
- Lógica y metafísica en Feijoo (Montevideo. 1997)
- La lógica de la razón y la lógica de la inteligencia (Montevideo. 2000)
- Escritos trashumantes: trabajos dispersos sobre filosofía de América Latina y España (Montevideo, Linardi y Risso, 2009. Prólogo de Hugo Biagini)

| Predecesor: Rodolfo Tálice | Decano de la Facultad de Humanidades y Ciencias (UdelaR) 1968 - 1972 | Sucesor: Mario Otero |